# Museum für Sächsische Volkskunst
Das Museum für Sächsische Volkskunst ist ein Heimatkunstmuseum in der sächsischen Landeshauptstadt Dresden. Die Sammlung befindet sich im Jägerhof in der Inneren Neustadt.
Dem Volkskunstmuseum angegliedert ist die Puppentheatersammlung; beide gehören den Staatlichen Kunstsammlungen Dresden an.
Die Sammlung des Museums enthält über 27.000 Kunstgegenstände aus verschiedenen Landesteilen des Freistaats, unter anderem die vielfältige erzgebirgische Volkskunst sowie ab dem 18. Jahrhundert entstandene, regionaltypische Erzeugnisse aus der Lausitz und dem Vogtland, etwa Musikinstrumente aus dem Musikwinkel.

## Geschichte

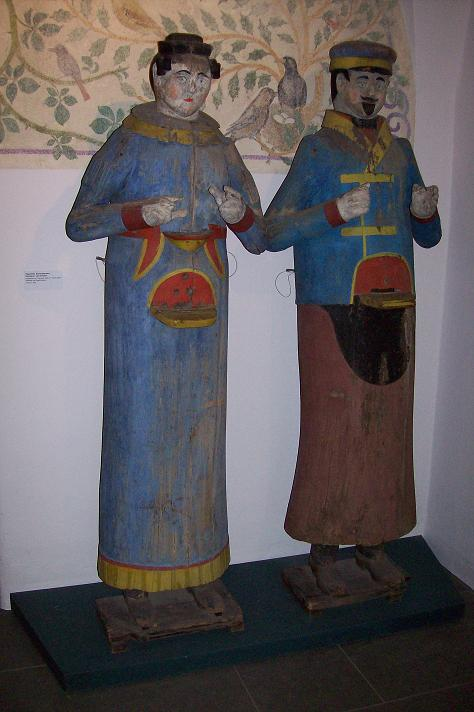
Figurenbienenbeuten aus Fördergersdorf im Foyer, um 1885

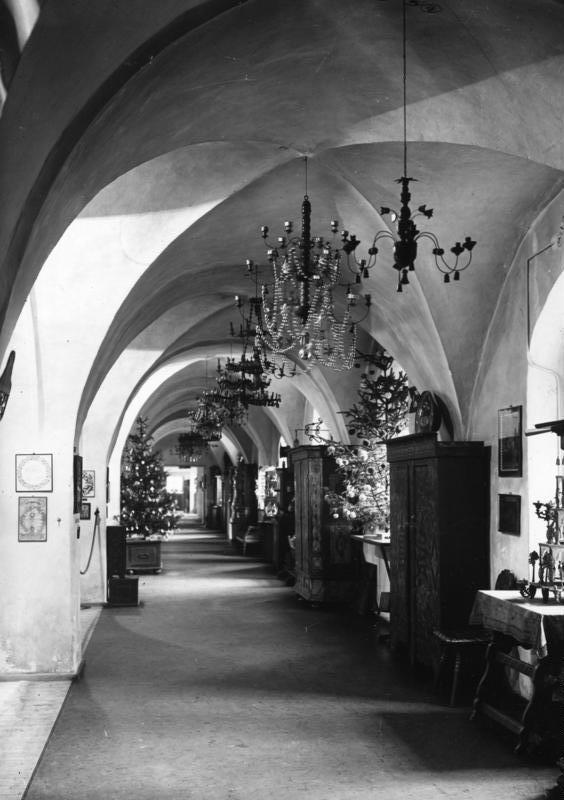
Blick in den Gang des Erdgeschosses (1931)

Gegen Ende des 19. Jahrhunderts besannen sich zahlreiche Vereine in Europa auf die Traditionen ihrer Volkskultur und entdeckten für sich das Thema der Volkskunst. Damals entstand die Idee, regionale heimatkünstlerische Sachzeugen zu sammeln, zu bewahren und zu dokumentieren. Oskar Seyffert (1862–1940), Professor an der Königlichen Kunstgewerbeschule, gründete 1897 den Verein für Sächsische Volkskunde, dessen Ziel unter anderem die Einrichtung eines solchen Museums war. Der Verein trug entsprechendes Material zusammen und stellte es zeitlich begrenzt im Palais im Großen Garten aus. Ein Großteil des rasch wachsenden Bestands lagerte in den Kellern der Kunstgewerbeschule und des Japanischen Palais. Seyffert fand ein dauerhaftes Domizil im Jägerhof. Das ab 1569 im Renaissancestil errichtete Gebäude diente bis 1877 als Kaserne der Sächsischen Armee und war vom Abriss bedroht. Seyffert trug erheblich zu dessen Rettung bei, indem er eine umfangreiche Renovierung veranlasste, die zwischen 1911 und 1913 zur Ausführung kam.
Am 8. September 1913 wurde das Landesmuseum für Sächsische Volkskunst mit seinen damals 8.000 Stücken in den historischen Räumen des Jägerhofs der Öffentlichkeit übergeben und Seyffert der erste Direktor. Am 6. September war das Haus im Beisein von König Friedrich August III. feierlich eingeweiht worden. Es ist damit eines der ältesten Museen dieser Art im deutschsprachigen Raum. Im Jahr 1923 übernahm der Landesverein Sächsischer Heimatschutz das Museum. Zwischen 1927 und 1949 wurde das Museum unter dem Namen Oskar-Seyffert-Museum geführt und war damit nach seinem Schöpfer noch zu dessen Lebzeiten benannt, da es als sein Lebenswerk galt. Bis zum Jahr 1944 trug das Museum etwa 30.000 Kunstgegenstände zusammen. Während des Zweiten Weltkrieges waren die meisten Kunstgegenstände unter Seyfferts Nachfolger Emil Lohse ab 1942 in Schloss Weesenstein eingelagert, so dass hier keine wesentlichen Schäden und Verluste entstanden. Jedoch verbrannten etwa 15 Prozent der Bestände infolge der Luftangriffe auf Dresden vom Februar 1945.
Schon zu Weihnachten 1945 konnte wieder eine erste Ausstellung mit 10.600 Stücken in den provisorisch gesicherten Räumen im Erdgeschoss des Jägerhofes eröffnen.
Kurz nach Kriegsende kehrten die Objekte nach Dresden zurück und wurden den Besuchern wieder zugänglich gemacht.
Als im Jahr 1950 die bürgerlichen und die Museumsvereine aufgelöst wurden, gelangte das Volkskunstmuseum in Staatsbesitz. Das Land Sachsen übernahm das Museum als staatliche Einrichtung und veranlasste den Wiederaufbau des im Kriege weitgehend zerstörten Gebäudes. Direktor wurde 1950 der Holzbildhauer Reinhold Langner.
Bis 1952 war es als erstes der zerstörten Dresdner Museen wiedereröffnet und bis 1954 vollständig wiederhergestellt worden. Im Jahr 1952 wurde die Puppentheatersammlung als staatliche Forschungsstelle an das Museum für Volkskunst angegliedert. 1957 wurde Manfred Bachmann Direktor des Museums, von 1968 bis 2004 Johannes Just. Von Ende 2004 bis 2021 war Igor Jenzen Direktor des Museums. Seit Januar 2022 ist Kathi Loch Direktorin des Museums.
Seit 1968 gehört das Museum zu den Staatlichen Kunstsammlungen Dresden. Mit dem 2005 vollzogenen Umzug der Puppentheatersammlung vom Hohenhaus in Radebeul in den Jägerhof sind beide Sammlungen unter einem Dach vereint.

## Ausstellungen
Die Dauerausstellung erstreckt sich über mehrere Etagen und zeigt neben der im Zeitalter der Industrialisierung stark zurückgegangenen bäuerlichen Volkskunst auch jene heimatkünstlerischen Erzeugnisse, die bis in die Gegenwart produziert werden, so zum Beispiel Schnitzkunst und Klöppelarbeiten aus dem Erzgebirge.
Präsentiert werden unter anderem kunstvoll bemalte Schränke, Betten und Truhen, gedrechselte und geflochtene Holzwaren und verziertes Keramikgeschirr sowie Zinngerät, Schmiedekunst und Glasbläserprodukte. Für spezielle Regionen typische Stücke sind Plauener Spitze, Seiffener Spielzeugwaren sowie Lausitzer Webereien und Blaudrucke. Hinzu kommen Trachten der Sorben und Obersachsen.

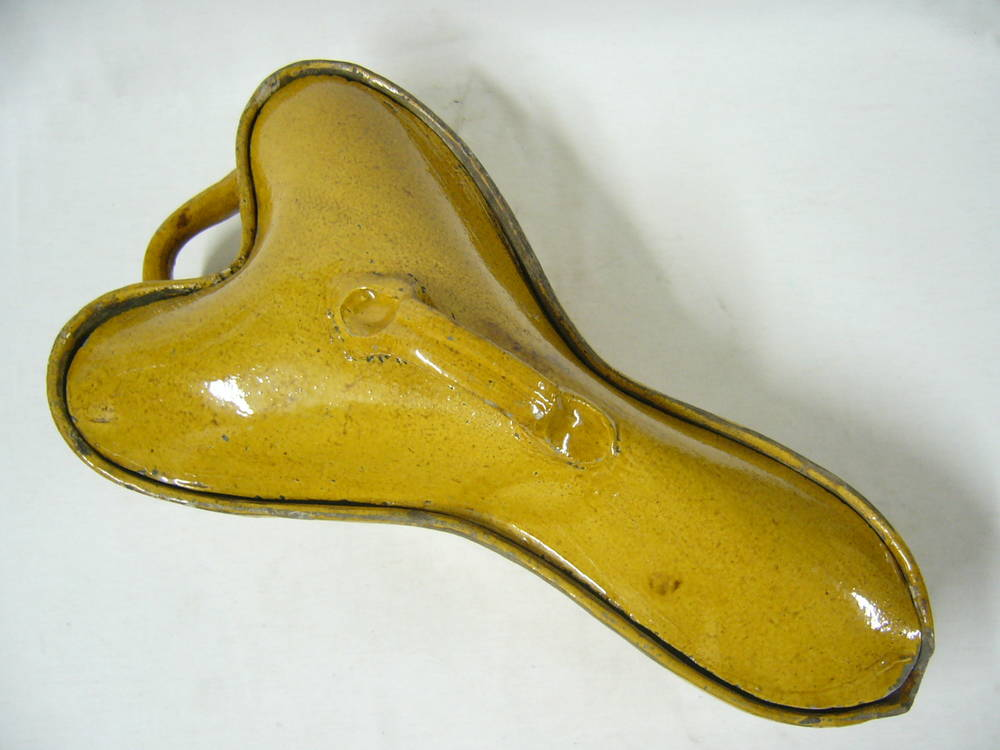
Hasenpfanne aus Steinzeug, Deutschland, 19. Jahrhundert

Zu Ostern und Weihnachten zeigen Sonderausstellungen entsprechende sächsische Volksbräuche und Festtraditionen.